# 假說檢定
假說檢定（英語：hypothesis testing）是推論統計中用于检验現有数据是否足以支持特定假设的方法。一旦能估計未知母數，就會希望根據結果對未知的真正母數值做出適當的推論。

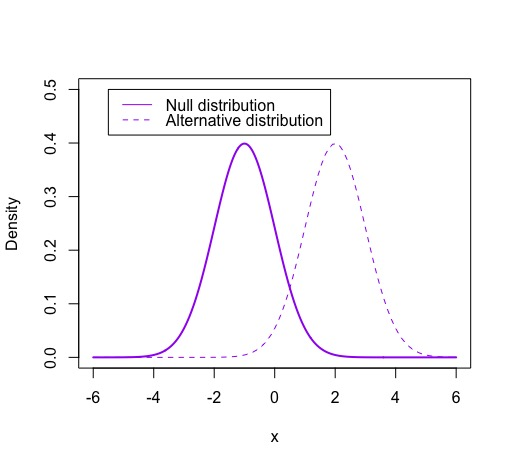
一張包含虛無假說與對立假說兩個曲線的示意圖，兩常態分布有不同的期望值與相同的變異數。

欲檢驗統計上假設的正確性的為虛無假說（Null hypothesis，記為{\displaystyle H_{0}}），虛無假設通常由研究者決定，反映研究者對未知參數的看法。相對於虛無假說的其他有關參數之論述是對立假說（Alternative hypothesis，記為{\displaystyle H_{a}}或{\displaystyle H_{1}}），它通常反應了執行檢定的研究者對母數可能數值的另一種（對立的）看法（換句話說，對立假說通常才是研究者最想證明的）。
假设检验的种类包括：t检验，Z检验，卡方检验，F检验等等。

## 說明
假設檢定的過程，可以用法庭的審理來說明。先想像現在法庭上有一名被告，假設該被告是清白的，而檢察官必須要提出足夠的證據去證明被告的確有罪。
在證明被告有罪前，被告是被假設為清白的。
- 假設被告清白的假設，就相當於虛無假說。
- 假設被告有罪的假設，則是對立假說。

而檢察官提出的證據，是否足以確定該被告有罪，則要經過檢驗。這樣子的檢驗過程就相當於用T檢定或Z檢定去檢視研究者所搜集到的統計資料。

## 檢定過程
在统计学的文献中，假设检验发挥了重要作用。假设检验大致有如下步骤：
1. 最初研究假设为真相不明。
2. 提出相关的虛無假說和對立假說。
3. 考虑检验中对样本做出的统计假设；例如，关于母體資料的分布形式或关于独立性的假设。无效的假设将意味此檢定的结果是无效的。
4. 选择一个顯著水準（α），若低于这个概率阈值，就拒绝零假设。最常用的是5%和1%。
5. 選擇適合的检验统计量（Test statistic）T。
6. 在設定虛無假說為真下推导检验统计量的分布。在标准情况下应该会得出一个熟知的结果。比如检验统计量可能会符合常態分布或司徒頓t分布。
7. 根據在零假设成立時的檢定統計量T分佈，找到機率為顯著水準 (α)的區域，此區域稱為「拒絕域」(記作RR或CR)，即在零假设成立的前提下，落在拒絕域的機率只有α。
8. 針對檢定統計量T，根據樣本計算其估計值tobs。
9. 若估計值tobs未落在拒絕域，則「不拒絕」虛無假說（do no reject {\displaystyle H_{0}}）。若估計值tobs落在拒絕域，則拒絕零假设，接受對立假說。

要注意的是一般不會將檢定結果稱作「接受」虛無假說，而是因沒有顯著證據證明虛無假說為非，所以「不拒絕」虛無假說。

## 例子
女士品茶是一個有關假設檢定的著名例子。统计学家費雪的一個女同事，也是藻类学家的缪丽·布里斯托尔，她聲稱可以判斷在奶茶中是先加入茶還是先加入牛奶。費雪提議給她八杯奶茶。缪丽已知其中四杯先加茶，四杯先加牛奶，但隨機排列，而她要說出這八杯奶茶中，哪些先加牛奶，哪些先加茶，检验统计量是確認正確的次數。零假设是她無法判斷奶茶中的茶先加入還是牛奶先加入，對立假說為她有此能力。
若單純以機率考慮（即缪丽沒有判斷的能力）下，八杯都正確的機率為1/70（因為8選4的組合數是70），約1.43%，因此「拒絕域」為八杯的結果都正確。而測試結果為缪丽八杯的結果都正確，在統計上是相當顯著的的結果。也就是说，几乎可以排除她只是恰好猜对结果的可能。